# A Német Hadsereg hadrendje 1914 augusztusában

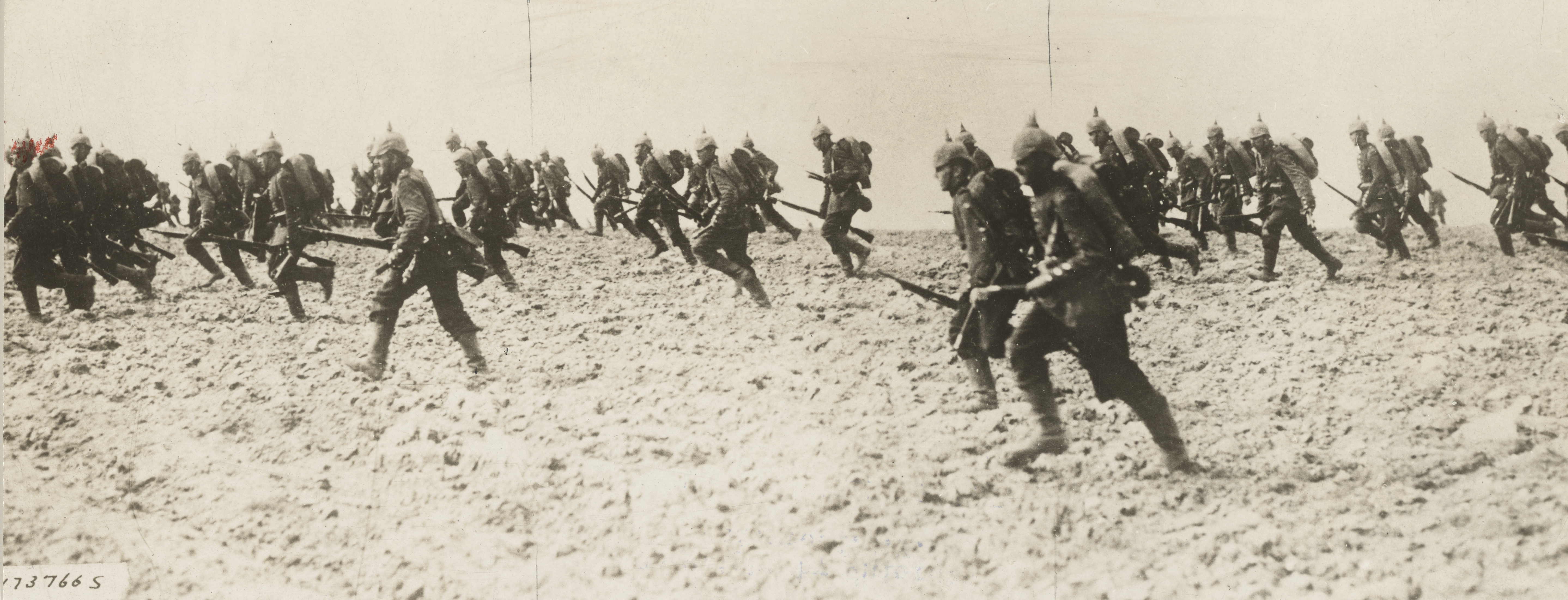
Német gyalogság rohama 1914-ben, a katonák a jellegzetes Pickelhaube bőrsisakot viselik

A Német Hadsereg (Deutsches Heer) 1914-ben, az I. világháború kitörésekor 794 000 fős békelétszámmal rendelkezett, a mozgósítás elrendelése után mérete 1914 végéig 4 500 000 főre nőtt. Az I. világháborúban a hadműveleteit megkezdő Német Hadsereg 217 gyalogezredből (ezredenként három zászlóalj, azaz összesen 651 gyalogzászlóalj), 18 vadászzászlóaljból, 102 lovasezredből (547 lovassági svadronnal) 233 géppuskás-századból, 633 tábori tüzér-ütegből és 48 gyalog tüzér-zászlóaljból épült fel. A német csapatok az ifjabb Moltke  által módosított Schlieffen-terv alapján indultak az I. világháborúba.

## A Német Hadsereg létrejötte és vezénylete
Az 1871-ben létrejött német egységállam, a Német Birodalom hadseregének neve Deutsches Heer (Német Hadsereg), ritkábban Reichsheer (Birodalmi Hadsereg) volt. Tükrözve a Német Birodalom államszövetség jellegét, a Bajor Királyság, a Szász Királyság és a Württembergi Királyság békeidőben megőrizte saját hadseregeinek, a Királyi Bajor Hadseregnek (Königlich Bayerischen Armee), a Királyi Szász Hadseregnek (Königlich Sächsische Armee) és a Királyi Württembergi Hadseregnek (Königlich Württembergische Armee) autonómiáját, ugyanakkor a többi német állam csapatai 1871-től betagozódtak a Porosz Királyság Királyi Porosz Hadseregének (Königlich Preußische Armee) kötelékébe. A Német Hadsereg  megteremtésének jogi alapjait az 1871-es Birodalmi Alkotmány (Reichsverfassung) és a Poroszország, valamint a többi német állam közötti megállapodások, illetve az 1874-es birodalmi katonai törvény (Reichsmilitärgesetz) teremtették meg. Békeidőben csak a Királyi Porosz Hadsereg és az abba betagozódott kisebb német államok csapatai álltak a német császár és porosz király közvetlen és korlátlan főparancsnoksága (Kaiserliche Kommandogewalt) alatt, a bajor, a szász és a württembergi hadseregek csak háború kitörése esetén kerültek a császár fennhatósága alá, békeidőben saját uralkodóik irányítása alatt maradtak.
Így II. Vilmos német császár és porosz király csak az I. világháború kitörésekor vehette át a teljes Német Hadsereg fölötti főparancsnoklás jogát. A Német Hadsereget a gyakorlatban a Nagyvezérkar (Große Generalstab), élén a Nagyvezérkar főnöke (Chef des Großen Generalstabs) irányította, utóbbi tisztét az I. világháború kitörésekor Helmuth Johannes Ludwig von Moltke töltötte be.

## Alakulatai
A Német Hadsereg békeidőben nyolc hadseregfelügyelőségre (Armee-Inspektion) oszlott, mindegyik alá 3-4 hadtest tartozott.
Ezek a békebeli hadseregfelügyelőségek az I. világháború kitörésekor hadsereg-főparancsnokságokká (Armeeoberkommando - A.O.K.) alakultak.
| Békebeli hadseregfelügyelőség (Armee-Inspektion) | Háborús hadsereg-főparancsnokság (Armeeoberkommando) |
| ------------------------------------------------ | ---------------------------------------------------- |
| 1. Hadseregfelügyelőség (Danzig)                 | 8. Hadsereg-főparancsnokság                          |
| 2. Hadseregfelügyelőség (Berlin)                 | 3. Hadsereg-főparancsnokság                          |
| 3. Hadseregfelügyelőség (Hannover)               | 2. Hadsereg-főparancsnokság                          |
| 4. Hadseregfelügyelőség (München)                | 6. Hadsereg-főparancsnokság                          |
| 5. Hadseregfelügyelőség (Karlsruhe)              | 7. Hadsereg-főparancsnokság                          |
| 6. Hadseregfelügyelőség (Stuttgart)              | 4. Hadsereg-főparancsnokság                          |
| 7. Hadseregfelügyelőség (Berlin)                 | 5. Hadsereg-főparancsnokság                          |
| 8. Hadseregfelügyelőség (Saarbrücken)            | 1. Hadsereg-főparancsnokság                          |

A Német Hadsereg I. világháborúra mozgósított alakulatainak oroszlánrészét a Királyi Porosz Hadsereg egységei tették ki.
|                       | A Német Hadsereg összes alakulataː | Ebből a Királyi Porosz Hadsereg alakulata |
| --------------------- | ---------------------------------- | ----------------------------------------- |
| Gyalogzászlóalj       | 651                                | 498                                       |
| Vadászzászlóalj       | 18                                 | 14                                        |
| Géppuskás század      | 233                                | 180                                       |
| Lovassági svadron     | 547                                | 430                                       |
| Tábori tüzérüteg      | 633                                | 483                                       |
| Gyalog tüzérzászlóalj | 48                                 | 38                                        |
| Utászzászlóalj        | 35                                 | 28                                        |
| Vasútzászlóalj        | 8                                  | 7                                         |
| Híradós zászlóalj     | 9                                  | 6                                         |

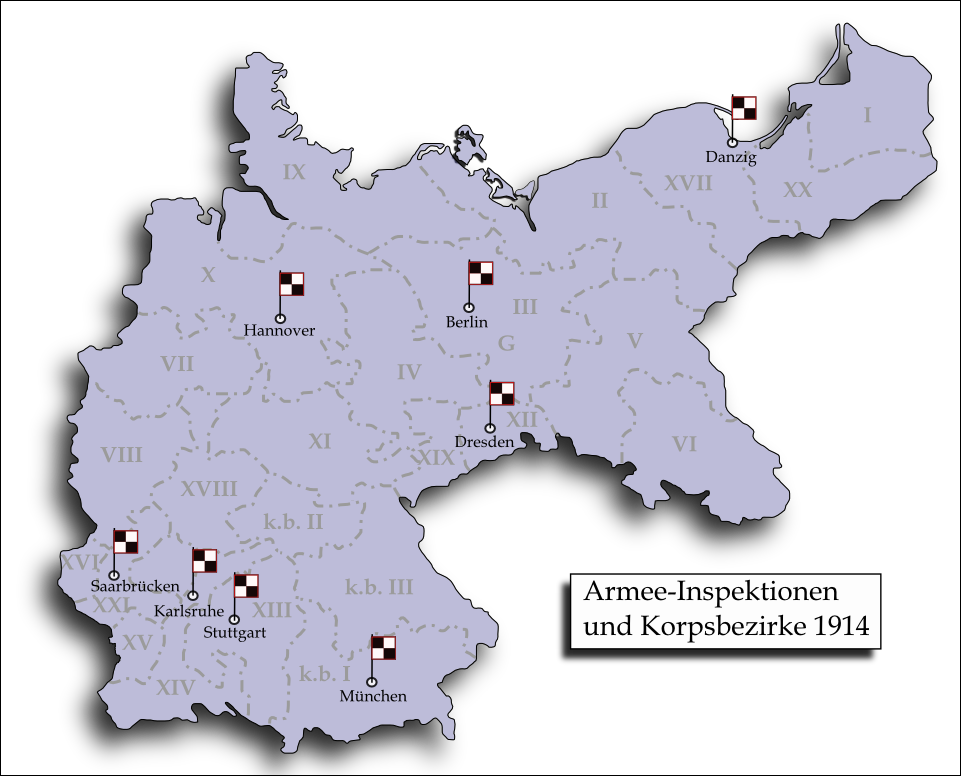
A nyolc békebeli német hadseregfelügyelőség (Armee-Inspektion) és a hozzájuk tartozó hadtestek körzetei (Korpsbereiche) 1914-ben
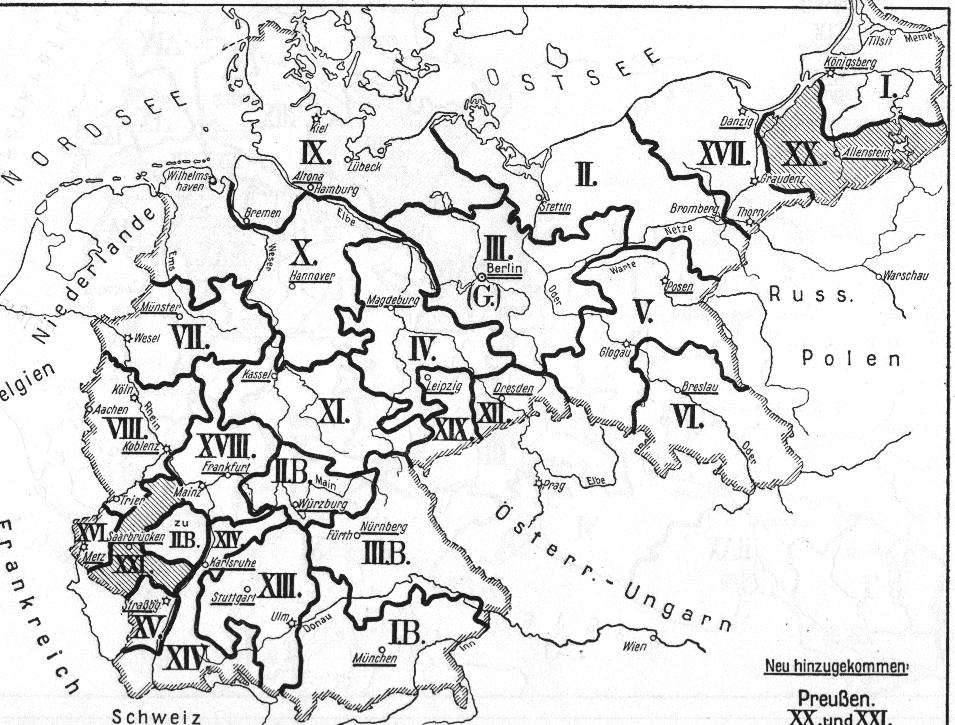
A Német Hadsereg hadtestjeinek körzetei (Korpsbereiche) 1914-ben
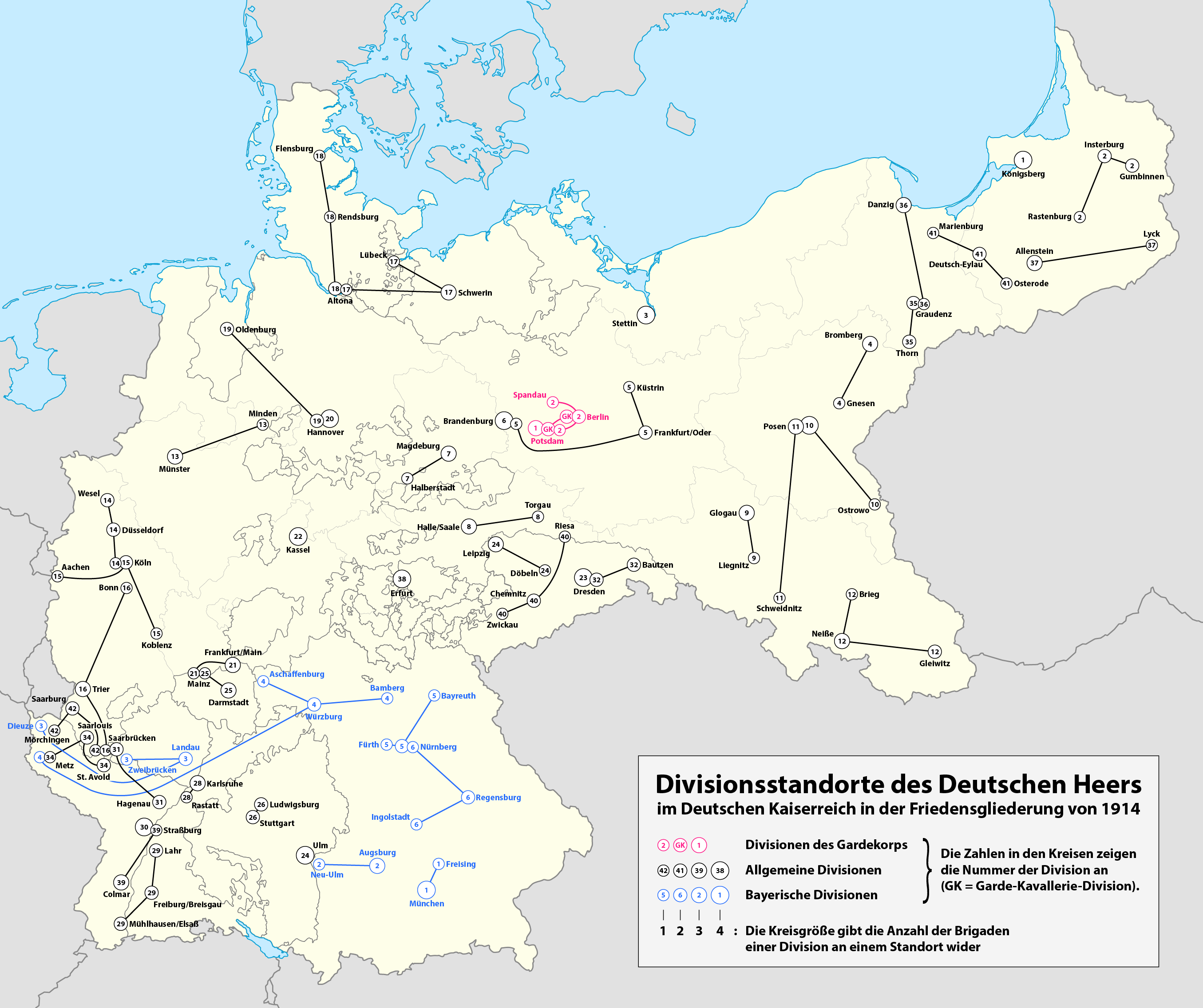
A Német Hadsereg hadosztályainak diszlokációja 1914-ben
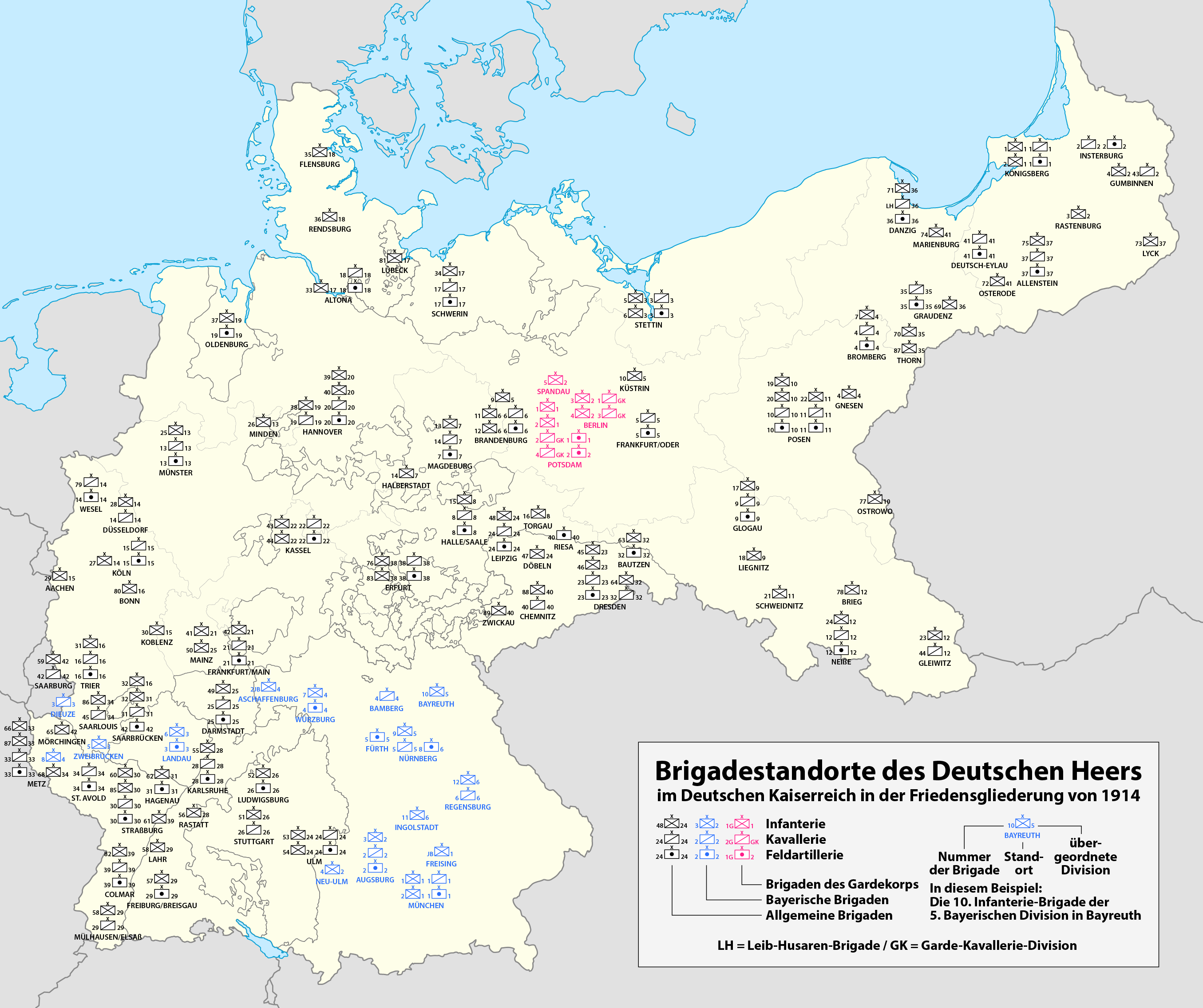
A Német Hadsereg dandárjainak diszlokációja 1914-ben

## A Német Hadsereg hadrendje 1914 augusztusában
- Legfelsőbb főparancsnokː II. Vilmos német császár és porosz király
- A Nagyvezérkar főnökeː Helmuth Johannes Ludwig von Moltke vezérezredes (Generaloberst)
- Főszállásmester (Generalquartiermeister), a Nagyvezérkar helyettes főnökeː Hermann Christlieb Matthäus Stein tüzérségi tábornok (General der Artillerie)

### A nyugati font csapatai[5][6]

#### 1. Hadsereg (1. Armeeoberkommando)
Létszámː 320 000 katona
- Főparancsnokː Alexander Heinrich Rudolph von Kluck vezérezredes
- Vezérkari főnökː Hermann Josef von Kuhl vezérőrnagy
- Szállásmesterː Walter von Bergmann ezredes

##### II. Hadtest
Hadtestparancsnokː Alexander Adolf August Karl von Linsingen gyalogsági tábornok
- 3. Gyaloghadosztály
- 4. Gyaloghadosztály

##### III. Hadtest
Hadtestparancsnokː Ewald Constantin Ferdinand Friedrich von Lochow gyalogsági tábornok
- 5. Gyaloghadosztály
- 6. Gyaloghadosztály

##### IV. Hadtest
Hadtestparancsnokː Friedrich Bertram Sixt von Armin gyalogsági tábornok
- 7. Gyaloghadosztály
- 8. Gyaloghadosztály

##### IX. Hadtest
Hadtestparancsnokː Alexander Ferdinand Ludolf von Quast gyalogsági tábornok
- 17. Gyaloghadosztály
- 18. Gyaloghadosztály

##### III. Tartalékhadtest
Hadtestparancsnokː Hans Hartwig von Beseler gyalogsági tábornok
- 5. Tartalék gyaloghadosztály
- 6. Tartalék gyaloghadosztály

##### IV. Tartalékhadtest
Hadtestparancsnokː Johann Karl Hermann Gronau tüzérségi tábornok
- 7. Tartalék gyaloghadosztály
- 22. Tartalék gyaloghadosztály

Az 1. Hadsereghez rendelt egyéb alakulatokː 
- - 10. Vegyes Landwehr dandár
  - 11. Vegyes Lendwehr dandár
  - 27. Vegyes Landwehr dandár
  - egy utászezred

#### 2. Hadsereg (2. Armeeoberkommando)
Létszámː 260 000 katona
- Főparancsnokː Karl Wilhelm Paul von Bülow vezérezredes
- Vezérkari főnökː Ernst August Anton Hermann Otto von Lauenstein altábornagy
- Szállásmesterː Erich Friedrich Wilhelm Ludendorff vezérőrnagy

##### Gárdahadtest (Gardekorps)
- 1. Gárdahadosztály
  - 1. Gárda gyalogdandár
  - 2. Gárda gyalogdandár
  - 1. Gárda tábori tüzérdandár
  - Testőrgárda huszárezred (Leib-Garde-Husaren-Regiment)

Hadosztályparancsnokː Oskar Emil von Hutier altábornagy
- 2. Gárdahadosztály
  - 3. Gárda gyalogdandár
  - 4. Gárda gyalogdandár
  - 2. Gárda tábori tüzérdandár
  - 2. Gárda ulánusezred

Hadosztályparancsnokː Arnold von Winckler altábornagy

##### VII. Hadtest
Hadtestparancsnokː Karl Wilhelm Georg August von Einem lovassági tábornok 
- 13. Gyaloghadosztály
- 14. Gyaloghadosztály

##### X. Hadtest
Hadtestparancsnokː Albert Theodor Otto Emmich gyalogsági tábornok
- 19. Gyaloghadosztály
- 20. Gyaloghadosztály

##### Gárda tartalékhadtest (Garde-Reserve-Korps / Garde RK)
Hadtestparancsnokː Max Karl Wilhelm von Gallwitz tüzérségi tábornok
- 3. Gárda gyaloghadosztály - Hadosztályparancsnokː Henning von Bonin altábornagy
  - 5. Gárda gyalogdandár
  - 6. Gárda gyalogdandár
  - 3. Gárda tartalék tüzérdandár
  - Gárda tartalék ulánusezred
- 1. Gárda tartalékhadosztály (1. Garde-Reserve-Division) - Hadosztályparancsnokː Viktor Albrecht vezérőrnagy
  - 1. Gárda tartalékdandár
  - 15. Gárda tartalékdandár
  - Gárda tartalék tüzérdandár
  - Gárda tartalék dragonyosezred

##### VII. Tartalékhadtest
Hadtestparancsnokː Johann Hans von Zwehl gyalogsági tábornok
- 13. Tartalék gyaloghadosztály
- 14. Tartalék gyaloghadosztály

##### X. Tartalékhadtest
Hadtestparancsnokː Günther Emanuel Graf von Kirchbach gyalogsági tábornok
- 2. Gárda tartalékhadosztály
- 19. Tartalék gyaloghadosztály

A 2. Hadsereghez rendelt egyéb alakulatokː 
- - 25. Vegyes Landwehr dandár
  - 29. Vegyes Lendwehr dandár
  - két utászezred

#### 3. Hadsereg (3. Armeeoberkommando)
Létszámː 180 000 katona
- Főparancsnokː Max Clemens Lothar Freiherr von Hausen vezérezredes
- Vezérkari főnökː Ernst Wilhelm Arnold von Hoeppner vezérőrnagy
- Főszállásmesterː Max Leuthold vezérőrnagy

##### XI. Hadtest
Hadtestparancsnokː Otto von Plüskow gyalogsági tábornok
Vezérkari főnökː Traugott Martin von Sauberzweig ezredes
- 22. Gyaloghadosztály - Hadosztályparancsnokː Karl Dieffenbach vezérőrnagy
  - 43. Gyalogdandár
  - 44. Gyalogdandár
  - 22. Tábori tüzérdandár
- 38. Gyaloghadosztály - Hadosztályparancsnokː Ernst Wagner altábornagy
  - 76. Gyalogdandár
  - 83. Gyalogdandár
  - 38. Tábori tüzérdandár
  - 6. Vértesezred (Kürassier-Regiment Nr. 6)

##### XII. Hadtest (1. Királyi Szász) Hadtest -XII. (1. Königl. Sächs.) Armeekorps
Hadtestparancsnokː Karl Ludwig d'Elsa szász gyalogsági tábornok
Vezérkari főnökː Hans Alfred von Eulitz alezredes
- 23. (1. Királyi Szász) Gyaloghadosztály (1. Division Nr. 23) - Hadosztályparancsnokː Karl von Lindeman altábornagy
- 32. (3. Királyi Szász) Gyaloghadosztály (3. Division Nr. 32)  - Hadosztályparancsnokː Horst Edler von der Planitz altábornagy

##### XIX. Hadtest (2. Királyi Szász) Hadtest -XIX. (2. Königl. Sächs.) Armeekorps
Hadtestparancsnokː Maximilian August Hermann Julius von Laffert lovassági tábornok
Vezérkari főnökː Georg Frotscher alezredes
- 24. (2. Királyi Szász) Gyaloghadosztály (2. Division Nr. 24)
- 40. (4. Királyi Szász) Gyaloghadosztály (4. Division Nr. 40)

##### XII. (Királyi Szász) TartalékhadtestXII. (Königlich Sächsisches) Reserve-Korps
Hadtestparancsnokː Rudolph Bodo Hans von Kirchbach tüzérségi tábornok
Vezérkari főnökː  Konrad von Koppenfels alezredes
- 23. (Királyi Szász) Tartalékhadosztály (Kgl. Sächsische 23. Reserve-Division)
- 24. (Királyi Szász) Tartalékhadosztály (Kgl. Sächsische 24. Reserve-Division)

A 3. Hadsereghez rendelt egyéb alakulatokː 
- - 47. Vegyes Landwehr dandár
  - egy utászezred

#### 4. Hadsereg (4. Armeeoberkommando)
Létszámː 180 000 katona
- Főparancsnokː Albrecht württembergi trónörökös, koronaherceg, vezérezredes
- Vezérkari főnökː Walther Karl Friedrich Ernst Emil Freiherr von Lüttwitz altábornagy

##### VI. Hadtest
Hadtestparancsnokː Kurt von Pritzelwitz gyalogsági tábornok
Vezérkari főnökː Friedrich von Derschau alezredes
- 11. Gyaloghadosztály
- 12. Gyaloghadosztály

##### VIII. Hadtest
Hadtestparancsnokː Erich Tülff von Tschepe und Weidenbach altábornagy
Vezérkari főnökː August von Cramon ezredes
- 15. Gyaloghadosztály
- 16. Gyaloghadosztály

##### XVIII. Hadtest
Hadtestparancsnokː Dedo von Schenck gyalogsági tábornok
Vezérkari főnökː Leberecht von Blücher alezredes
- 21. Gyaloghadosztály
- 25. Gyaloghadosztály

##### VIII. Tartalékhadtest
Hadtestparancsnokː Wilhelm Freiherr von Egloffstein gyalogsági tábornok
Vezérkari főnökː Carl Julius Georg Buchholtz ezredes
- 15. Tartalék gyaloghadosztály
- 16. Tartalék gyaloghadosztály

##### XVIII. Tartalékhadtest
Hadtestparancsnokː Kuno Arndt von Steuben  altábornagy 
Vezérkari főnökː  Fritz von Studnitz ezredes
- 21. Tartalék gyaloghadosztály
- 25. Tartalék gyaloghadosztály

A 4. Hadsereghez rendelt egyéb alakulatokː 
- - 49. Vegyes Landwehr dandár
  - egy utászezred

#### 5. Hadsereg (5. Armeeoberkommando)
Létszámː 200 000 katona
- Főparancsnokː Vilmos német trónörökös, koronaherceg
- Vezérkari főnökː Konstantin Schmidt von Knobelsdorf altábornagy

#### 6. Hadsereg (6. Armeeoberkommando)
Létszámː 220 000 katona
- Főparancsnokː Rupprecht bajor trónörökös, koronaherceg, vezérezredes
- Vezérkari főnökː Konrad Krafft von Dellmensingen vezérőrnagy

#### 7. Hadsereg (7. Armeeoberkommando)
Létszámː 140 000 katona
- Főparancsnokː Josias von Heeringen vezérezredes
- Vezérkari főnökː Karl Heinrich Eduard von Hänisch altábornagy

#### 1. Lovashadtest (Höhere Kavallerie-Kommando Nr 1)
Létszámː 13 000 katona
- Hadtestparancsnokː Karl Ernst Manfred Freiherr von Richthofen lovassági tábornok

#### 2. Lovashadtest (Höhere Kavallerie-Kommando Nr 2)
Létszámː 22 000 katona
- Hadtestparancsnokː Georg Cornelius Adalbert von der Marwitz lovassági tábornok

#### 3. Lovashadtest (Höhere Kavallerie-Kommando Nr 3)
Létszámː 17 000 katona
- Hadtestparancsnokː Rudolf Ritter von Frommel lovassági tábornok

#### 4. Lovashadtest (Höhere Kavallerie-Kommando Nr 4)
Létszámː 12 000 katona
- Hadtestparancsnokː Gustav Freiherr von Hollen lovassági tábornok

### A keleti font csapatai[7]

#### 8. Hadsereg (8. Armeeoberkommando)
Létszámː 225 000 katona
- Főparancsnokː Maximilian Wilhelm Gustav Moritz von Prittwitz und Gaffron vezérezredes
- Vezérkari főnökː Georg Friedrich Wilhelm Graf von Waldersee vezérőrnagy

### Hátországi és tartalékcsapatok

#### Északi Hadsereg (Armeeoberkommando Nord)
3 gyaloghadosztály, egy esetleges brit partraszállás elhárítására az északi-tengernél. 
- Főparancsnokː Max Ferdinand Karl von Boehn gyalogsági tábornok
- Vezérkari főnökː Paulus von Stolzmann ezredes

#### Központi tartalékcsapatok és az erődök helyőrségei
Összesen 11 gyalogdandár és 1 gyalogezred.

## Galéria

Német hadseregfőparancsnokság (Armeeoberkommando) törzsének zászlaja.
Német hadtestparancsnokság (Generalkommando) törzsének zászlaja.
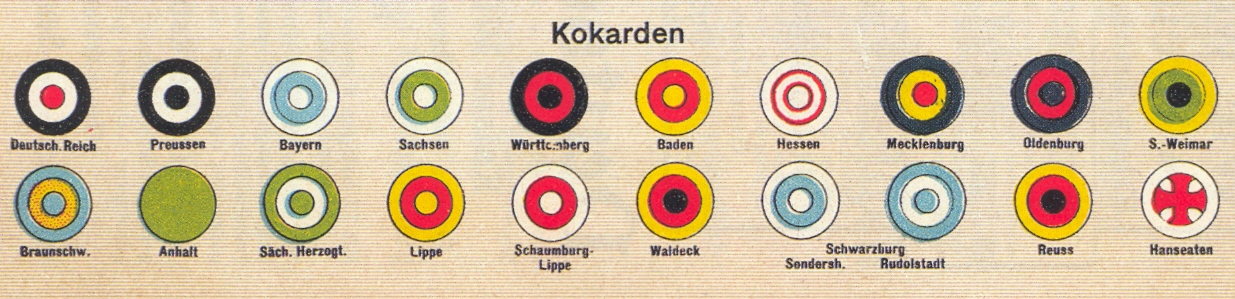
A Német Hadsereg kokárdái. Minden német állam katonái viselték a Német Birodalom fekete-fehér-piros kokárdáját, valamint a saját államuk nemzeti színeiből összeállított kokárdát is sisakjaikon és sapkáikon.
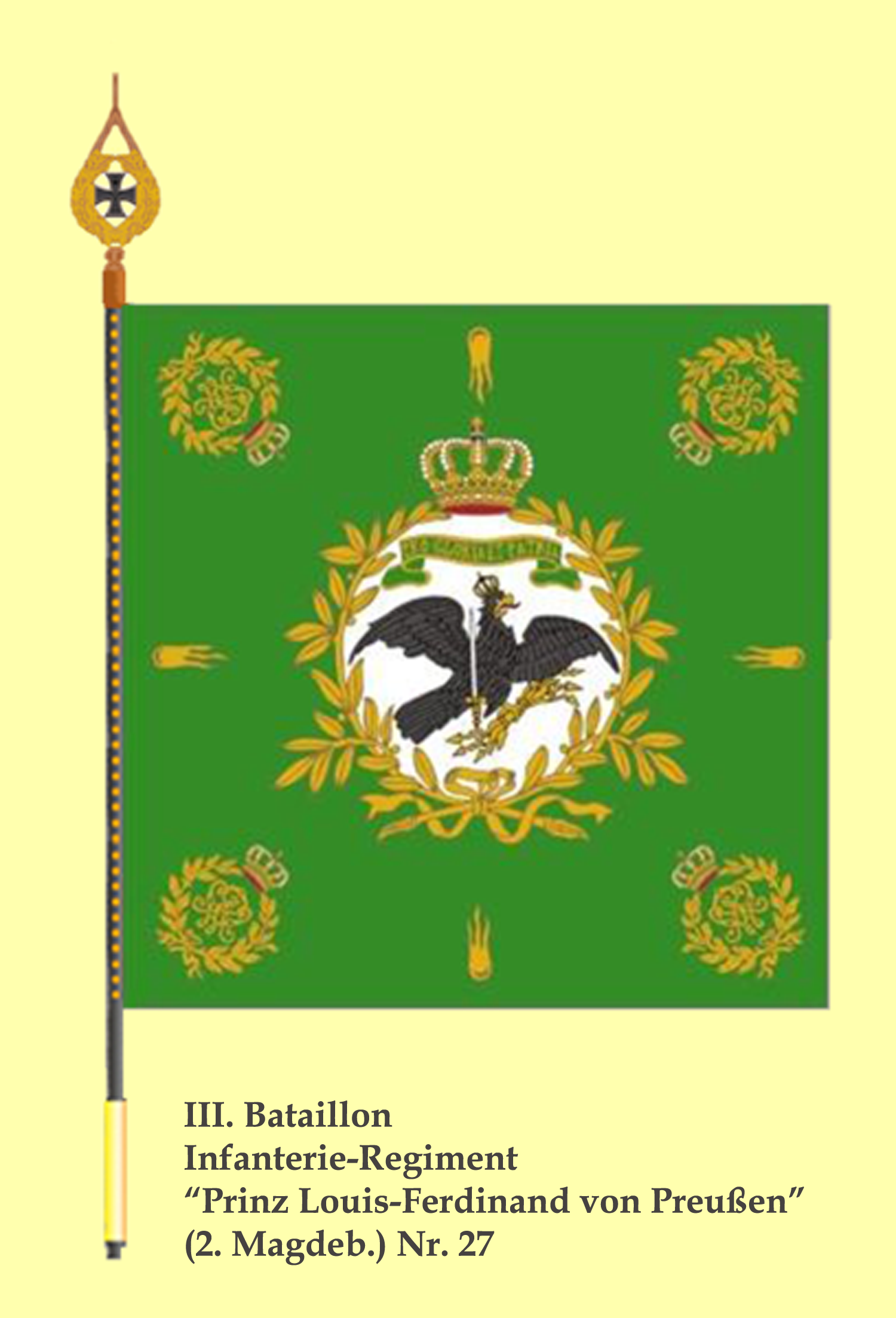
Porosz csapatzászló.
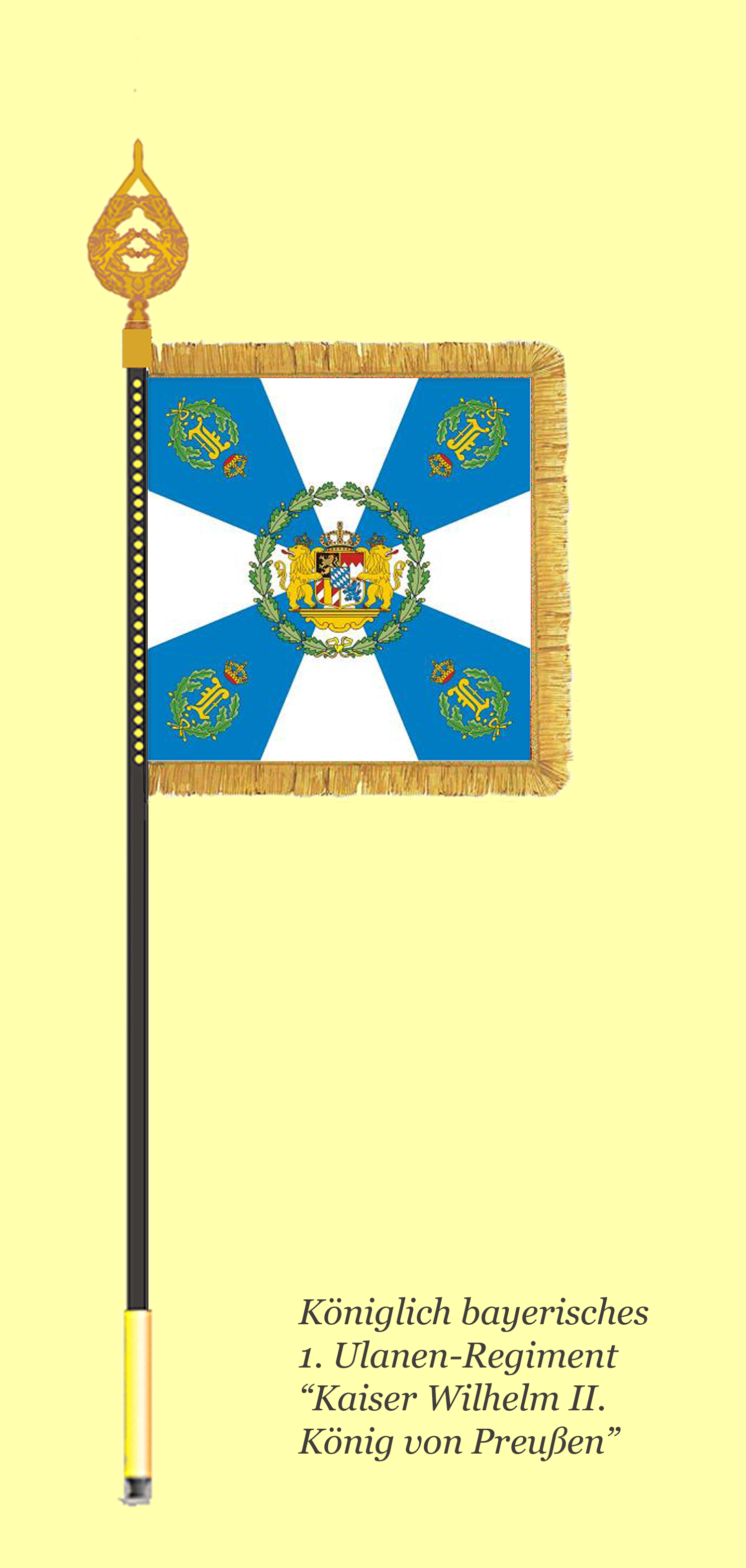
Bajor csapatzászló.
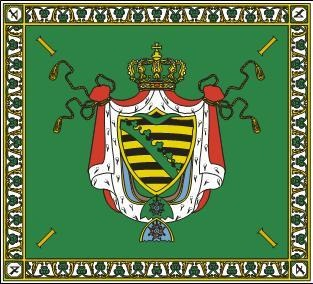
Szász csapatzászló.
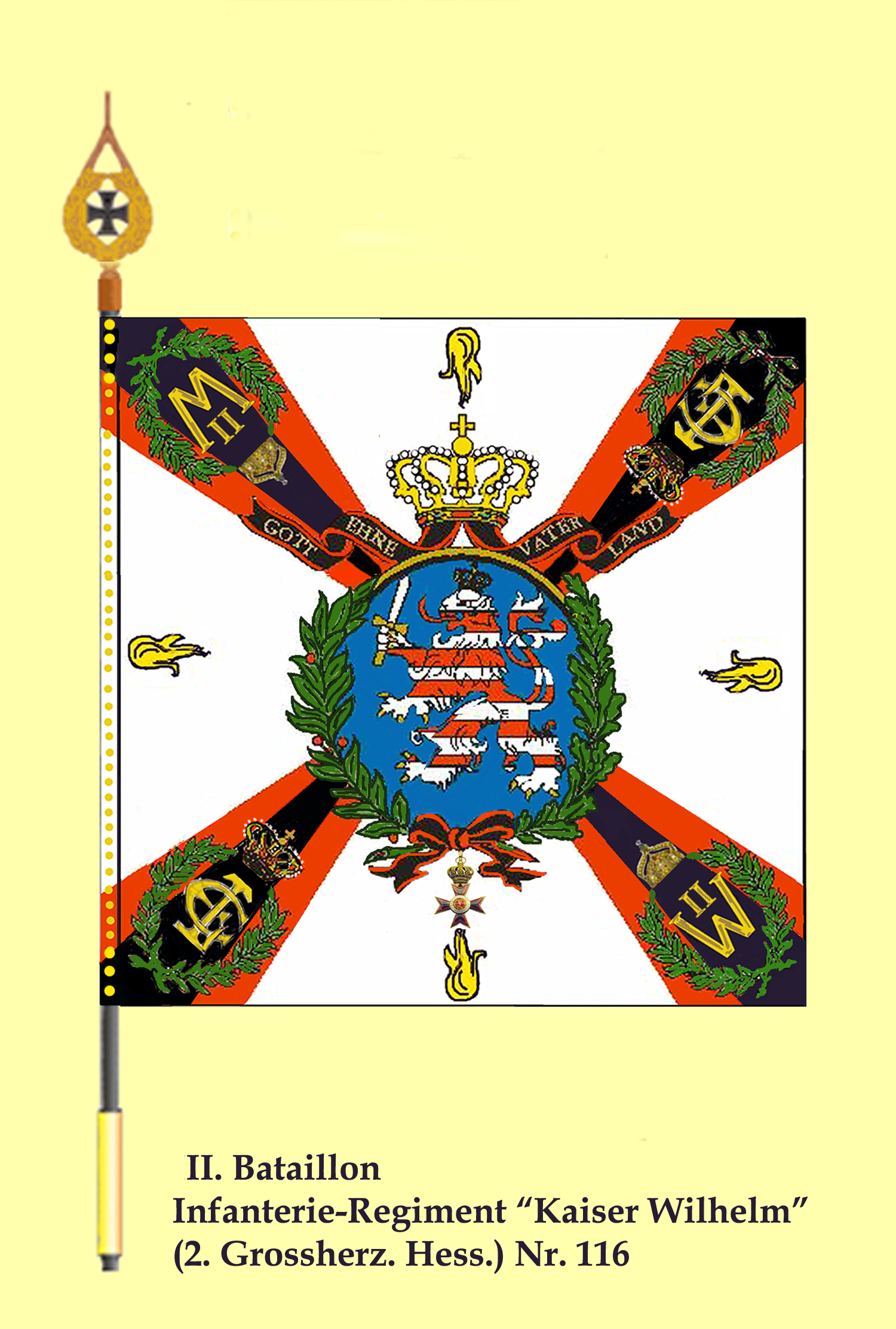
Hesseni csapatzászló.
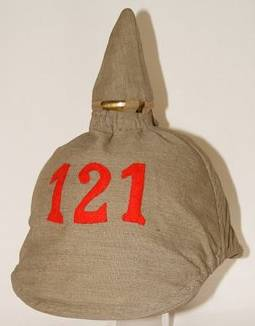
A porosz 121. gyalogezred Pickelhaube sisakja sisakhuzattal. A Német Hadsereg 1914-ben ilyen bőrsisakokban kezdte az I. világháborút.
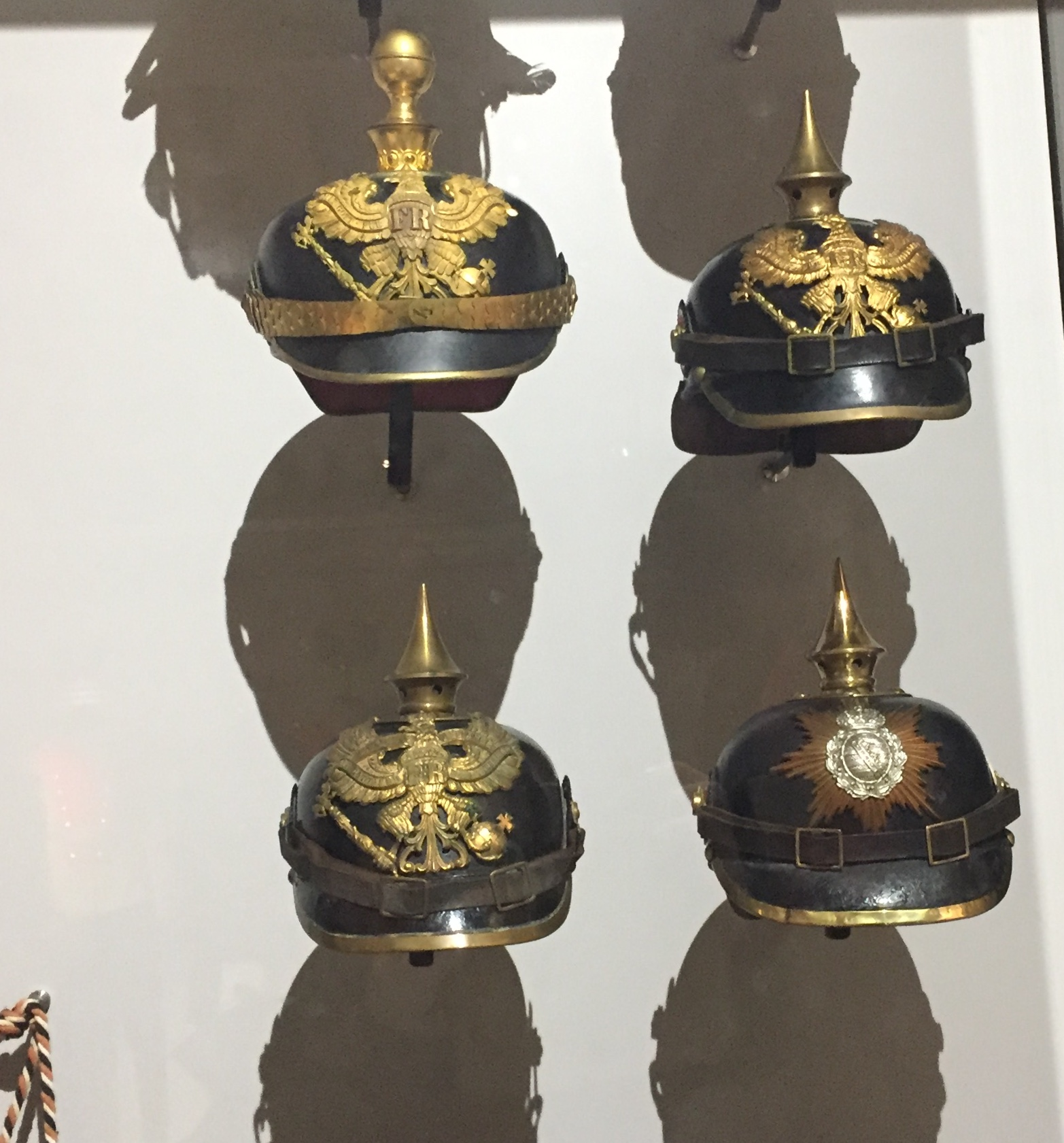
Német Pickelhaube sisakok, a bal felső, gömbben végződő sisakdíszes porosz tüzérsisak, a jobb felső és a bal alsó porosz gyalogsági, a jobb alsó szász királyi gyalogsági sisak.
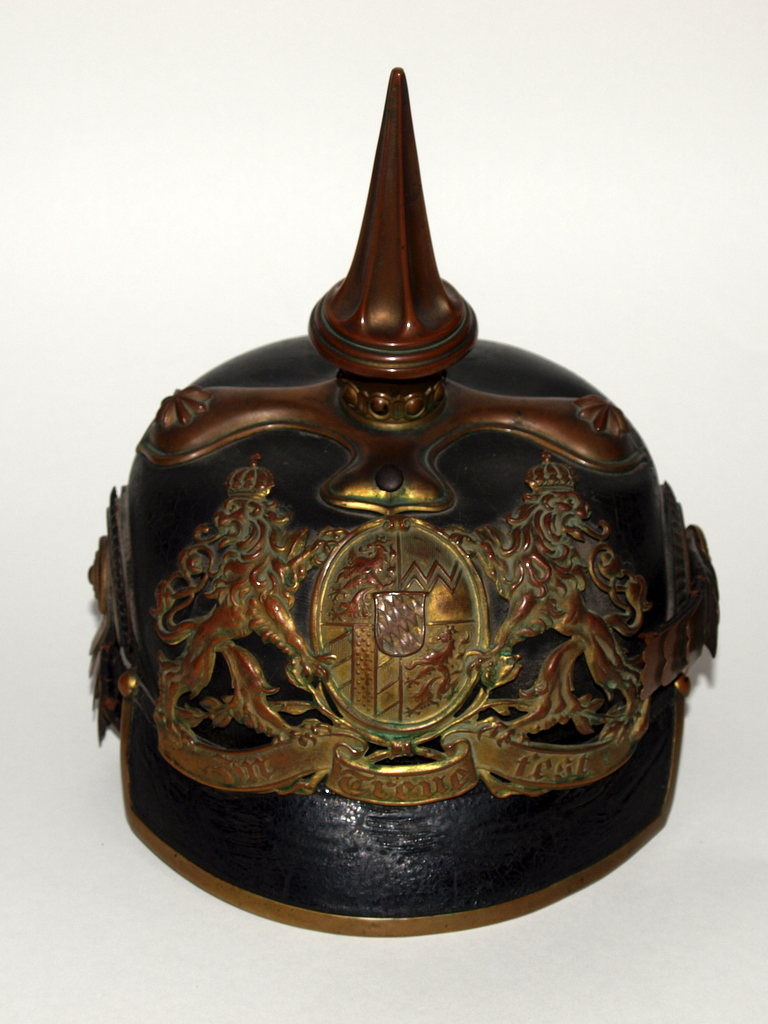
A Bajor Királyi Hadsereg gyalogsági Pickelhaube sisakja, sisakhuzat nélkül.